# Nymphoides macrospermum
Nymphoides macrospermum är en vattenklöverväxtart som beskrevs av Vasudevan. Nymphoides macrospermum ingår i släktet sjögullssläktet, och familjen vattenklöverväxter. Inga underarter finns listade i Catalogue of Life.